# AGM-12 Bullpup
AGM-12 Bullpup – sterowana radiokomendowo amerykańska rakieta typu powietrze–powierzchnia.

## Historia

### Geneza
Wojny w Korei unaoczniła specjalistom z United States Navy, iż marynarka nie dysponuje środkiem rażenia, mogącym precyzyjnie atakować wybrane cele powierzchniowe, okręty, statki, umocnienia. Do lat 50. XX wieku zakładano, że na atomowym polu walki, dokładność celowania nie będzie miała aż tak istotnego znaczenia. Zasięg rażenia ładunków jądrowych był na tyle duży, iż dokładność uderzenia nie była priorytetem konstruktorów i sztabowców. Większym problemem było atakowanie pojedynczych celów, okrętów bojowych, do zniszczenia których nie przewidywano użycia ładunku jądrowego. Atak na tego typu cele wiązał się również z wejściem w pole rażenia artylerii lufowej broniącej celu. W zaistniałej sytuacji US Navy przygotowała specyfikację techniczną na pocisk rakietowy z konwencjonalną głowicą bojową. Aby uniknąć narażenia nosiciela na ogień artylerii przeciwlotniczej, pocisk powinien być odpalany z odległości 6–8 km od celu, a tym samym, aby zapewnić precyzję trafienia, powinien być to pocisk sterowany. Wymagano również, aby była to konstrukcja tania w produkcji.

### Projekt

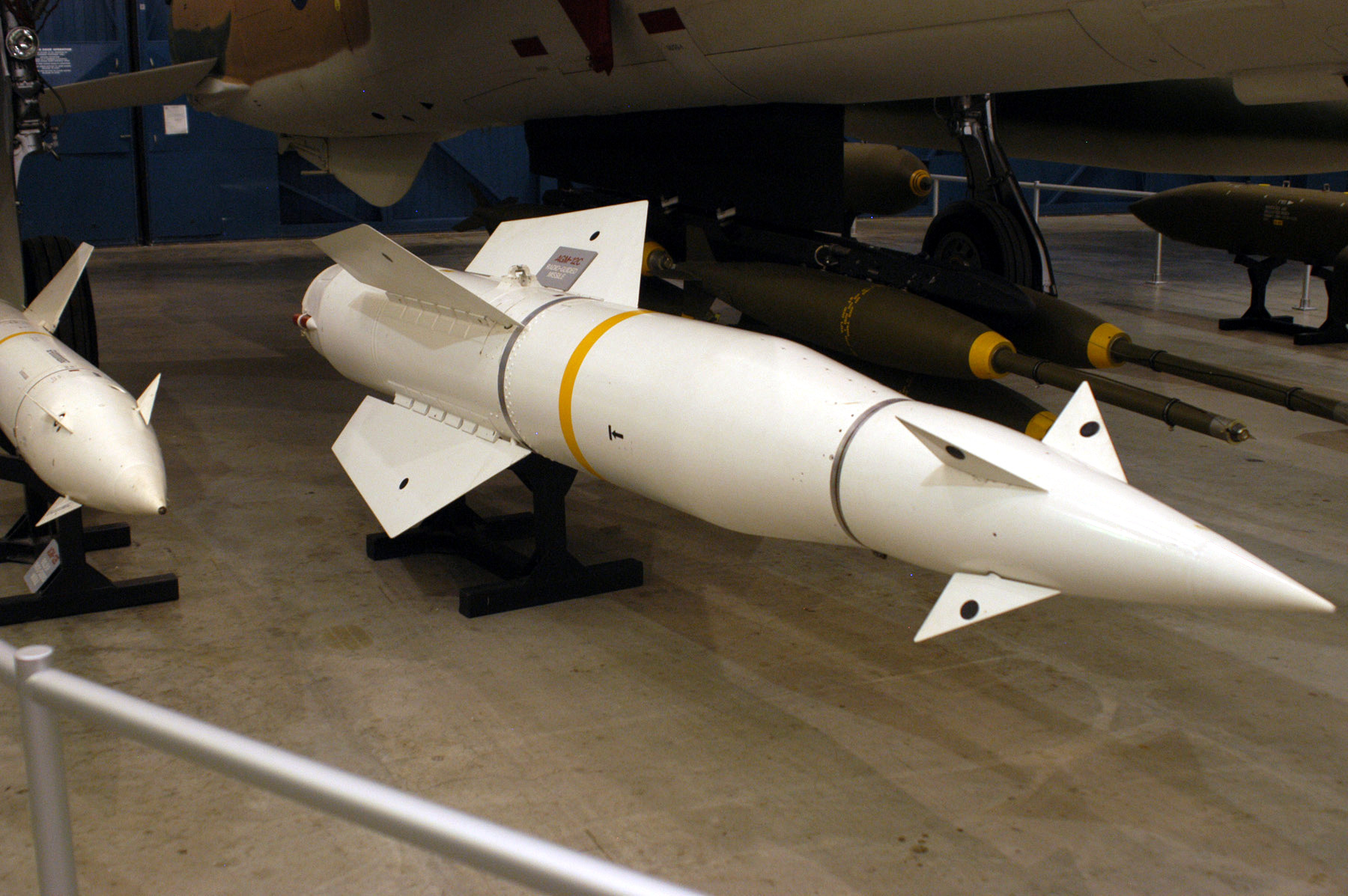
AGM-12C

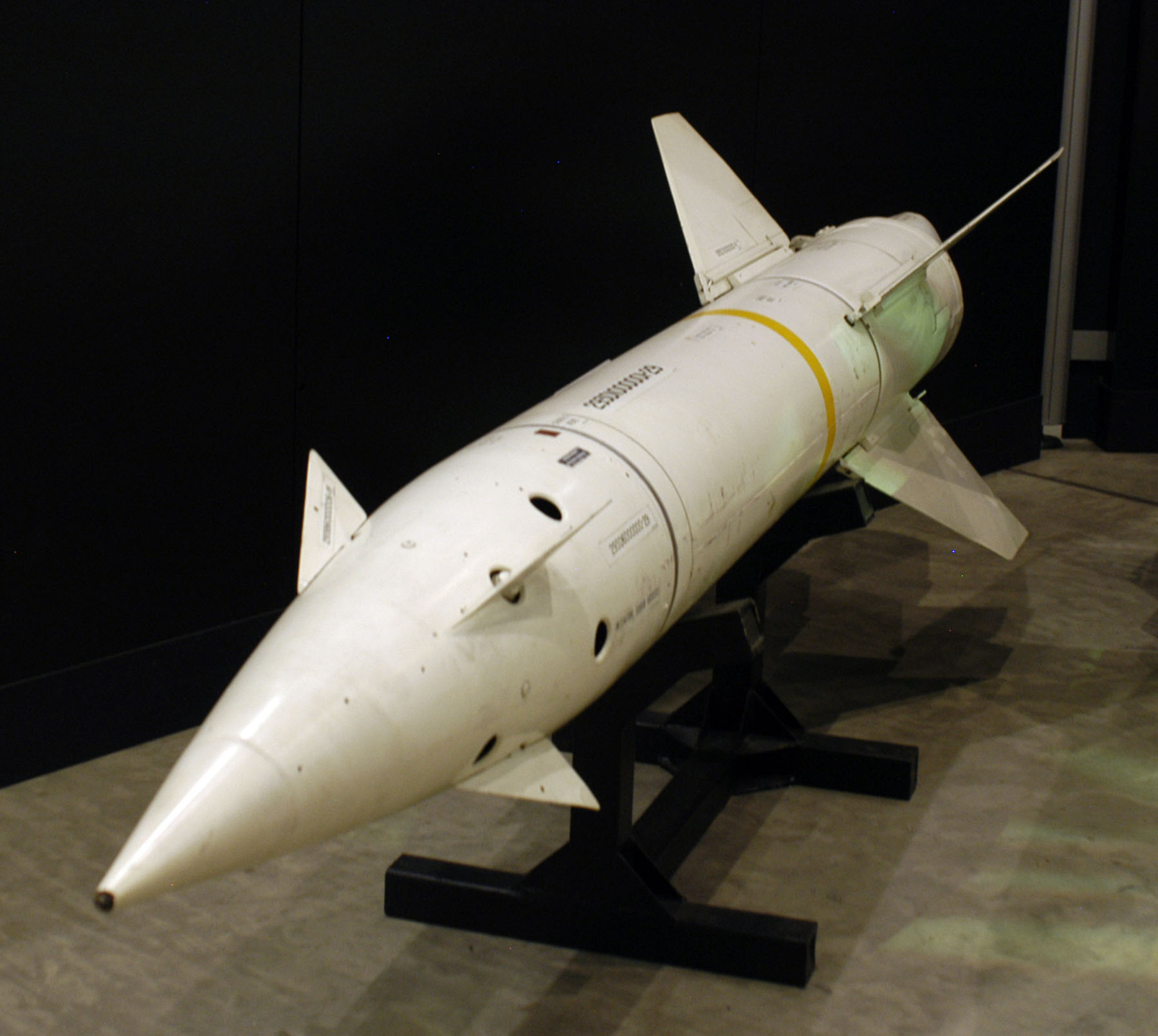
AGM-12B

Tanie i efektywne rozwiązanie zaproponowała firma Martin Marietta. Projekt inżynierów wytwórni zakładał wyposażenie normalnej bomby o wagomiarze 113 kg w system sterowania i silnik rakietowy na stały materiał pędny. Całość umieszczono w nowym kadłubie. Z przodu znajdowały się cztery stery, a z tyłu trapezowe stateczniki. Na kadłubie zainstalowano odbiornik komend sterującego pociskiem operatora, a obok dyszy silnika dwie flary umożliwiające wzrokową obserwacje toru lotu rakiety. US Navy zleciło wytwórni Martin Marietta opracowanie pocisku nazwanego ASM-N-7 Bullpup (AGM-12A). Po odpaleniu pocisku, operator, posługując się dżojstikiem, korygował lot rakiety w kierunku celu, obserwując palące się flary. W 1960 roku pojawiły się pierwsze rakiety SSM-N-7A Bullpup A (AGM-12B) z silnikiem Thiokol na ciekły materiał pędny, zwiększający zasięg z 5 do 7 km. Pociski napełniane były materiałem pędnym fabrycznie i mogły być przechowywane przez dłuższy czas. We wrześniu 1962 roku zmieniono oznaczenie pocisku na AGM-12. Na początku lat 60. XX wieku rozpoczęto również budowę wersji z jądrowym ładunkiem bojowym oznaczonej jako AGM-12D. Oparto ją na bombie o wagomiarze 455 kg. Zainstalowano nowe, większe stateczniki i nowy silnik Thiokol 1R-62RM2 na ciekły materiał pędny, dzięki czemu wzrósł zasięg rakiety do 12 km i jej prędkość do 2 Ma. W wersji AGM-12D zastosowano ładunek jądrowy W-45 o mocy regulowanej od 1 do 15 Kt. Rakieta bez głowicy jądrowej, w której pozostawiono ładunek klasycznej bomby 455 kg, na której oparto całą konstrukcję, otrzymała oznaczenie AGM-12C. Wybudowano około 800 egzemplarzy AGM-12D, znalazła się ona na wyposażeniu tylko US Navy, a przeznaczona była do atakowania dużych zgrupowań okrętów. Podczas wykorzystania bojowego pocisku w trakcie walk w Wietnamie, wyszła na jaw jego wada w postaci zbyt małej siły rażenia zastosowanej głowicy, szczególnie jeśli atakowano cele o mocnej konstrukcji. Zastosowanie ładunku przeciwpancernego dało początek wersji oznaczonej jako AGM-12E i był to również ostatni wariant rakiety. Wyprodukowano około 22 100 egzemplarzy wszystkich wersji rakiety.

## Służba
W kwietniu 1959 roku rakiety weszły na uzbrojenie US Navy. Pociski znalazły się w arsenale samolotów Douglas A-4 Skyhawk. Wersje AGM-12B i AGM-12C zostały bojowo użyte podczas wojny w Wietnamie. W 1976 roku wycofano jądrowe wersje AGM-12D. Wersje B, C i E pozostały w amerykańskich arsenałach do połowy lat 80. XX wieku. Pociski przenoszone być mogły przez samoloty North American A-5 Vigilante, Grumman A-6 Intruder, LTV A-7 Corsair II, Chance Vought F-8 Crusader, McDonnell Douglas F-4 Phantom II, Lockheed P-3 Orion, Republic F-105 Thunderchief, North American F-100 Super Sabre. Wraz z F-4 pociski trafiły do Australii. Norwegia, Turcja i Dania wykorzystywały je na swoich maszynach typu F-100, a Grecja na A-7. Wielka Brytania uzbroiła w nie samoloty De Havilland Sea Vixen i Blackburn Buccaneer.